# Landesgartenschau Pößneck 2000

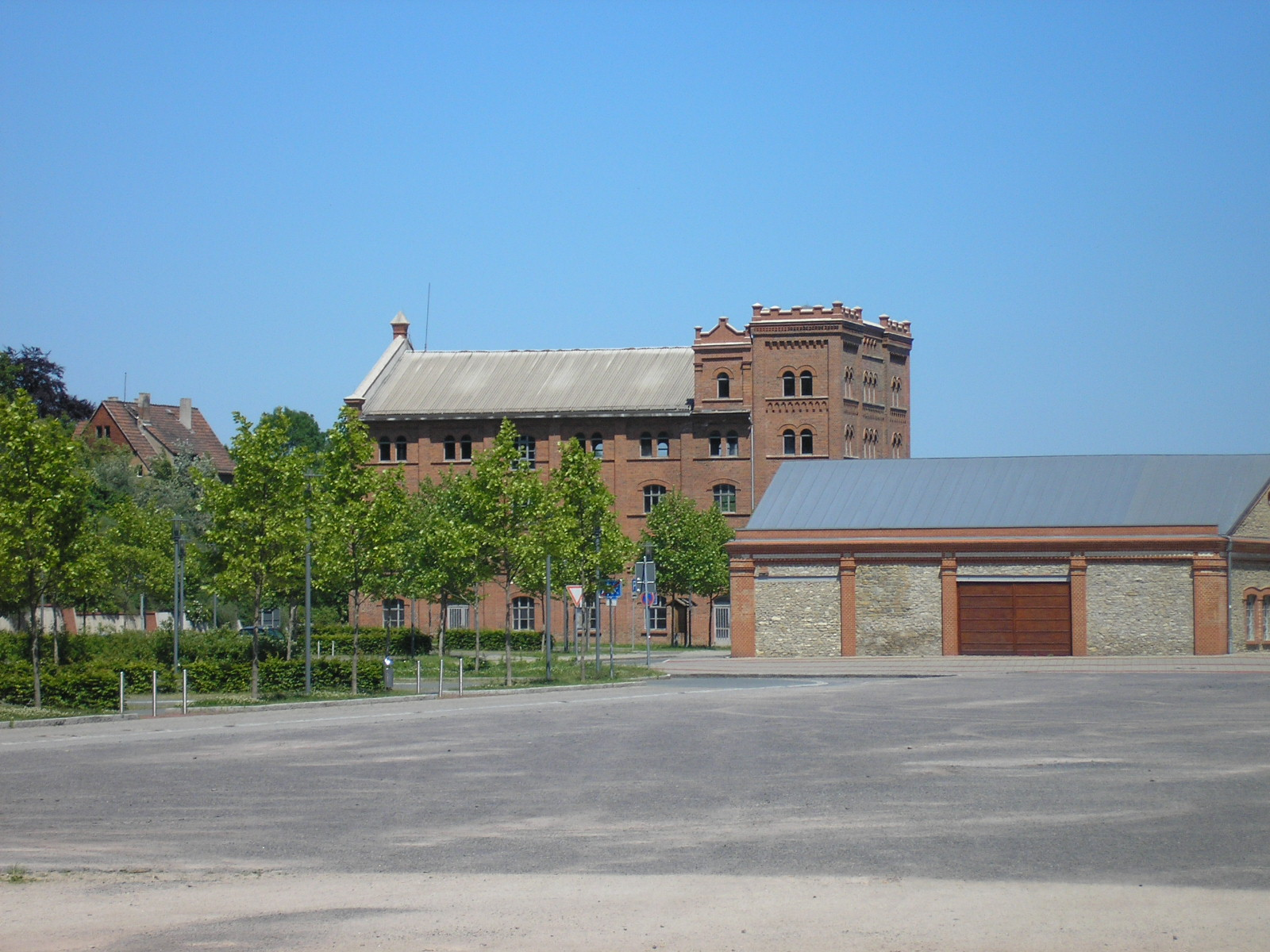
LAGA-Gelände Pößneck (Foto von 2007)

Die Landesgartenschau Pößneck 2000 war die erste Landesgartenschau in Thüringen. Sie fand vom 15. April bis 8. Oktober 2000 in Pößneck auf einer Fläche von 20 Hektar statt. Das Motto lautete „... alte Mauern, neuer Charme“.
Für die Landesgartenschau wurden umfangreiche Bauarbeiten durchgeführt. So wurde das Marktensemble restauriert und der Viehmarkt mit seinen Industriebauten wurde zur Grünen Lunge. Der Lutschgenpark am ehemaligen Lederwerk ist ein neuer Stadtpark. Jüdewein erhielt seinen dörflichen Charakter zurück.
Insgesamt wurden 10 Millionen Euro investiert.
Über eine halbe Million Besucher sahen die Gartenschau.

## Sonstiges
Pößneck wird gemeinsam mit Neustadt an der Orla und Triptis die Landesgartenschau Orlaregion 2028 ausrichten.